# Saint-Python
Saint-Python település Franciaországban, Nord megyében. Lakosainak száma 985 fő (2022. január 1.). Saint-Python Haussy, Saint-Vaast-en-Cambrésis, Solesmes és Viesly községekkel határos.

## Népesség
A település népessége az elmúlt években az alábbi módon változott:
| Lakosok száma | 962  | 995  | 1021 | 1016 | 1026 | 1027 | 1013 | 999  | 985  |
|               | 2013 | 2015 | 2016 | 2017 | 2018 | 2019 | 2020 | 2021 | 2022 |